# Singles (Box Set)
Singles – box set grunge'owego zespołu Nirvana, wydany w Europie. Zawiera on zbiór singli z dwóch płyt Nirvany Nevermind („Smells Like Teen Spirit”, „Come as You Are”, „In Bloom”, „Lithium) i In Utero („Heart-Shaped Box”, „All Apologies)”. 

## Lista utworów
Wszystkie utwory napisał Kurt Cobain oprócz zaznaczonych.

### „Smells Like Teen Spirit"
1. „Smells Like Teen Spirit" (Cobain/Grohl/Novoselic) – 4:39
2. „Even in His Youth" (Cobain/Grohl/Novoselic) – 3:06
3. „Aneurysm" (Cobain/Grohl/Novoselic) – 4:46

### „Come as You Are”
1. „Come as You Are”
2. „Endless, Nameless”
3. „School” [live, Paramount Theatre (Seattle, Washington) 1991.10.31]
4. „Drain You” [live, Paramount Theatre (Seattle, Washington) 1991.10.31]

### „In Bloom”
1. „In Bloom”
2. „Sliver” [live, O'Brien Pavilion (Del Mar, California) 1991.12.28]
3. „Polly” [live, O'Brien Pavilion (Del Mar, California) 1991.12.28]

### „Lithium”
1. „Lithium”
2. „Been a Son” [live, Paramount Theatre (Seattle, Washington) 1991.10.31]
3. „Curmudgeon”

### „Heart-Shaped Box”
1. „Heart-Shaped Box”
2. „Milk It”
3. „Marigold” (Grohl)

### „All Apologies”
1. „All Apologies”
2. „Rape Me”
3. „Moist Vagina"

## Pozycje na listach
| Rok  | Lista                         | Pozycja |
| ---- | ----------------------------- | ------- |
| 1995 | Official French Singles Chart | No. 17  |
| 1995 | Official UK Albums Chart      | No. 101 |